# Frankenchrist
Frankenchrist ist das dritte Album der amerikanischen Punkband Dead Kennedys. Es kam im Jahre 1985 unter dem Label Alternative Tentacles heraus.

## Hintergrund
Der Albumtitel setzt sich aus Frankenstein und Jesus Christus zusammen. Der ursprünglichen LP war ein Poster von HR Gigers Gemälde Penis Landscape (eigentlicher Titel: Work 219: Landscape XX) beigelegt, das mehrere ineinander verschränkte Vaginas und Penisse zeigt, die den Geschlechtsakt ausüben. Einer der Penisse ist mit einem Kondom versehen. Das 1973 entstandene Gemälde erregte die Gemüter des Parents Music Resource Center (PMRC), die den Vertrieb des Albums empfindlich gefährdeten und Leadsänger Jello Biafra anklagten. 1986 hatte ein Mädchen die Schallplatte für ihren Bruder gekauft. Die Mutter hatte nach dem Auffinden der Schallplattenhülle die PMRC informiert, die wiederum den Staatsanwalt anrief. Dieser ließ das Haus von Jello Biafra durchsuchen und strebte einen Prozess gegen die Dead Kennedys an. Die Anklage lautete auf „distribution of harmful matter to minors“ (California Penal Code Section 313.1, in etwa vergleichbar mit der „Verbreitung von jugendgefährdenden Medien“ im deutschen Jugendschutzgesetz). Die Höchststrafe wäre ein Jahr Gefängnis und eine Strafe von 20.000 $ für jeden der vier Beteiligten gewesen. Der anschließende Prozess trieb Biafra, der auf Kunst- und Meinungsfreiheit plädierte, weitestgehend in den finanziellen Ruin. Die Dead Kennedys spielten zwar noch das darauffolgende Bedtime for Democracy-Album ein, jedoch führte der langwierige Prozess schließlich auch zur Auflösung der Band.
Am Ende gewann Biafra den Prozess, doch die PMRC hatte dafür gesorgt, dass einige Plattenhändler keine Alben der Dead Kennedys und vergleichbarer Bands mehr in ihren Bestand aufnahmen. Es war der erste von der PMRC initiierte Prozess, weitere unter anderem gegen die 2 Live Crew sollten folgen.

## Musikstil
Im Vergleich zum Vorgänger fällt das Album wesentlich sanfter aus. Die wütenden Hardcore-Punk-Einlagen wurden zu Gunsten eines variablen, sarkastischen Gesangsstil von Biafra zurückgedrängt. Die Punk-Elemente überwiegen jedoch weiterhin, neben Einflüssen aus der Popmusik, des Rockabillys und des Hardrocks.

## Titelliste
1. Soup Is Good Food – 4:18 (Jello Biafra/Dead Kennedys)
2. Hellnation – 2:22 (D.H. Peligro)
3. This Could Be Anywhere (This Could Be Everywhere) – 5:24 (Jello Biafra/Dead Kennedys)
4. A Growing Boy Needs His Lunch – 5:50 (Jello Biafra/Dead Kennedys)
5. Chicken Farm – 5:06 (Jello Biafra/Dead Kennedys)
6. Mach-O-Rama (Invasion of the Beef Patrol) – 4:06 (Jello Biafra)
7. Goons of Hazzard – 4:25 (Jello Biafra/East Bay Ray)
8. M.T.V. − Get off the Air – 3:37 (Jello Biafra)
9. At My Job – 3:41 (East Bay Ray)
10. Stars and Stripes of Corruption – 6:23 (Jello Biafra/Dead Kennedys)

## Songinhalte
Soup Is Good Food ist eine Auseinandersetzung mit der Arbeitslosigkeit als Folge der zunehmenden Technisierung in den Fabriken und der ambivalenten Haltung der Gewerkschaften. Der Text bedient sich ironischer, überspitzter Formulierungen. Musikalisch bedient sich das Lied beim 1960er Rock & Roll.
Hellnation ist eine wütende Abrechnung mit der Politik der Vereinigten Staaten. Das Lied stand später Pate für die Namensgebung einer Crust-Punk-Band.
This Could Be Anywhere (This Could Be Everywhere) berichtet vom Verfall der Städte, der zunehmenden Gangkultur und dem amerikanischen Hang zur Selbstjustiz. Der musikalische Stil auf diesem Lied ist mit den Sex Pistols vergleichbar.
A Growing Boy Needs His Lunch ist ein weiterer Angriff auf die amerikanische Politik und insbesondere auf den Konsum. Als Beispiel werden in den Lyrics likörgefüllte Statuen von Elvis Presley verwendet, worauf die sarkastische Frage „Will Elvis take the place of Jesus in a thousand years“ (dt.: „Wird Elvis Jesus’ Platz in tausenden von Jahren einnehmen?“) folgt. Außerdem werden die Zeichentrickfigur Jiminy Cricket aus Pinocchio und der Autor Laurence Harvey im Text erwähnt. Des Weiteren werden Pestizide genannt, die zur Deformation von Säuglingen führen. Der Situation in Amerika wird der Hungertod in anderen Ländern gegenübergestellt. Das Keyboard wurde von Tim Jones eingespielt.
Chicken Farm handelt von den Auswirkungen des Vietnamkriegs und insbesondere der Verwendung von Napalm und Agent Orange.
Mach-O-Rama (Invasion of the Beef Patrol) handelt von den Spitzensportlern der US-amerikanischen Colleges und dem Sportwahn in Amerika am Beispiel des American Footballs. Insbesondere die machohaften Züge der Sportler werden kritisiert. Nachdem der Star-Quarterback sich während eines Spiels verletzt und wahrscheinlich querschnittgelähmt bleibt, betrinken sich seine Mannschaftskameraden und fahren volltrunken Auto. Der väterliche Polizeibeamte lässt sie jedoch weiterfahren. Musikalisch ist das Lied eine Mischung aus Hardcore, Rockabilly und einem kurzen Marsch im Stile eines alten Soldatenlieds. Das Lied wird mit Cheerleader-Gesängen eingeleitet.
Der Titel Goons of Hazzard ist eine Anspielung auf die US-amerikanische Serie Ein Duke kommt selten allein (Originaltitel: The Dukes of Hazzard). Der Text greift die Redneck-Kultur an.
MTV – Get off the Air ist ein Angriff auf das amerikanische Musikfernsehen MTV. Die Einleitung ist im Stil eines MTV-Commercials gehalten. Das Lied ist dreigeteilt, der Anfang ist poppig gehalten, während der Mittelteil schnellen Hardcore bietet und zum rockigen Ende hinführt. Am Schluss ist eine Trompete zu hören, die von John Leib eingespielt wurde. Im Text werden die Auswüchse der 1980er Musikvideo-Populärkultur ironisch dargestellt.
At My Job ist East Bay Rays Beitrag zum Album. Die kurze, monotone Nummer handelt von einem Arbeiter und seinem Job.
Stars and Stripes of Corruption ist eine weitere Abrechnung mit der US-amerikanischen Politik. Das Lied behandelt Biafras Sicht auf Amerika und allem, was er daran als falsch ansieht. Das Lied bietet auch beispielhafte Lösungsvorschläge, zum Beispiel die Legalisierung von Drogen, die Förderung von Kommunikationsangeboten, Theater und Kunststunden an Schulen und die Einführung einer Steuer für religiöse Vereine.